# Desmodiastrum belgaumense
Desmodiastrum belgaumense är en ärtväxtart som först beskrevs av Robert Wight, och fick sitt nu gällande namn av Arabinda Pramanik och Krishnamurthy Thothathri. Desmodiastrum belgaumense ingår i släktet Desmodiastrum och familjen ärtväxter. Inga underarter finns listade i Catalogue of Life.